# Hugo (programa de televisión)
Hugo, es un videojuego de origen danés creado en 1990 para su utilización en el programa interactivo de la televisión danesa Skærmtrolden Hugo que posteriormente recibió adaptaciones en distintos países del mundo. La acción se desarrolla como un juego de plataformas en que el participante controla al personaje homónimo usando el teléfono como comando. Posteriormente fueron publicadas versiones computadoras personales, utilizando el teclado como control en lugar del teléfono.

## Personajes
- Hugo: duende protagonista del programa.
- Hugolina: duende esposa de Hugo, la cual debe ser rescatada por el protagonista.
- Scylla: la bruja enemiga de Hugo y es quien secuestra a la familia de Hugo.
- Hijos de Hugo: Rit, Rat y la hija Ruth, son secuestrados constantemente por la malvada de Scylla.

## Adaptaciones en países de habla hispana

### Adaptación en la Argentina
En la Argentina el programa se conoció como A jugar con Hugo y fue emitido durante cerca de una década, entre 1996 y 2006, por el desaparecido canal de cable Magic Kids. Su conductora fue la modelo Gabriela Gaby Roife. En 2016 la propia Roife condujo una reedición homenaje del programa, adaptado para ser jugado a través de Internet con teléfonos inteligentes en lugar de la comunicación telefónica tradicional.

### Adaptación en Chile
En Chile, TVN emitió la versión local desde 1995 hasta 1997, con la conducción de Ivette Vergara en el horario de lunes a viernes.
Inicialmente partió en 1995 con 15 minutos de duración donde los niños tenían que usar el teléfono para jugar un videojuego desde su casa a través del televisor de este simpático duende. El ganador del día podía participar en la gran final semanal que se emitía los domingos. El programa fue de tal éxito, que incluso a partir de diciembre de ese año se comenzó a incluir al mismo duende en la pantalla, interactuando con la animadora y el público en el estudio.
En 1996 partió una nueva temporada bajo el nombre de "La Hora de Hugo". En este nuevo formato seguía el mismo objetivo pero también presentaron diversas secciones, tales como el "Hugomovil" donde el periodista Claudio Lillo iba a distintas partes de Santiago, invitando a los niños a participar en un varios concursos, y los ganadores de dichos concursos tienen la opción de participar en el estudio. Otra sección fue el "NotiHugo" donde Ivette y Hugo presentaban distintas noticias del mundo infantil y juvenil, entre otros y el "Hugo Responde" donde los niños tenían que hacer preguntas vía correo electrónico o correo a Hugo y el mismo duende responde las preguntas de los niños vía teléfono.
En la mitad de 1996, Andrea Molina estuvo en la conducción reemplazando a Ivette Vergara debido a su embarazo, presentando el programa hasta fines de dicho año. Era emitido de lunes a jueves entre 18:50 a 20:00 y los viernes de 18:30 a 19:00. 1997 fue el último año del programa, agregaron nuevos personajes y nuevos concursos, ya sea en conocimiento, y nuevos juegos a través del teléfono.

#### Curiosidades
- Quien interpreta la canción central del programa  es el reconocido exlocutor de Radio Corazón y actual locutor de  Radio Candela FM, Guillermo Andrés González (Willy Sabor, en ese entonces llamado "Andy Bravo"), esto sucedió dos años antes de que la radio naciera y de que el comunicador saltara a la fama.
- La voz de Hugo, el protagonista del programa, estuvo a cargo de Sandro Larenas, el mismo actor que dobló la voz de Garfield para Latinoamérica.

### Adaptación en España
En España surgió una versión para el programa español de televisión Telecupón de Tele 5. Para jugar, los telespectadores tenían que hacerlo en directo y a través del teléfono, superando una serie de pruebas, cuyo fin era liberar a su amada Hugolina, secuestrada por la malvada Malicia. Debido a su popularidad, en 1993 dio origen al programa Hugolandia, presentado por Beatriz Rico, Luis Alberto Vázquez, Roma y Eva Morales. En ambas versiones, la voz española del personaje era la de José Carabias.